# Yasutaka Tsutsui
Yasutaka Tsutsui (japonès: 筒井 康隆, Tsutsui Yasutaka; 24 de setembre de 1934) és un novel·lista de ciència-ficció i actor japonès nascut a Osaka.

## Biografia
Al costat de Shinichi Hoshi i Sakyo Komatsu, és un dels autors de ciència-ficció més famosos del Japó. Guanyador dels premis Tanizaki (1987), Izumi Kyoka (1981), i Kawabata Yasunari (1989). El 1997, va ser condecorat Cavaller de l'Orde de les Arts i les Lletres, pel govern francès.
La seva obra es reconeix per un humor negre de contingut satíric, que li ha provocat problemes al seu país. Creador de polèmica, en tractar temes considerats tabú per la societat japonesa, com les discapacitats o el sistema monàrquic, va iniciar una vaga entre 1993 i 1996, amb la finalitat de protestar per l'excessiva censura de les editorials japoneses.
Moltes de les seves obres han estat adaptades al cinema i/o la televisió, entre elles destaca una de les seves primeres novel·les Toki o Kakeru Shōjo (La noia que saltava a través del temps) (1967) adaptada al cinema el 1983 i a una sèrie de televisió en 1994. Una altra novel·la seva, Paprika (1993), va ser adaptada com a pel·lícula d'animació pel director Satoshi Kon el 2006. Moltes obres seves han servit de guió per a nombrosos "manga".

## Obra

### Novel·la
- 48億の妄想 48 Oku no Mōsō (4.8 Billion Delusions) (1965)
- 馬の首風雲録 Umanokubi Fuunroku (Chronicle of the Horse’s Head Crisis) (1967)
- 時をかける少女 Toki o Kakeru Shōjo (The Girl Who Leapt Through Time) (1967)
- 霊長類、南へ Reichōrui, Minami-e (1969)
- 脱走と追跡のサンバ Dassō to Tsuiseki no Samba (Samba of Running and Chasing) (1971)
- 俗物図鑑 Zokubutsu Zukan (Picture Book of Vulgarity) (1972)
- 家族八景 Kazoku Hakkei (Eight Family Scenes/What The Maid Saw) (1972)
- 男たちの書いた絵 Otoko Tachi no Kaita E (Tale of Two Men) (1974)
- 俺の血は他人の血 Ore no Chi wa Tanin no Chi (My Blood is the Blood of Another) (1974)
- 七瀬ふたたび Nanase Futatabi (Nanase Once More) (1975)
- エディプスの恋人 Edipusu no Koibito (Oedipus’ Lover) (1977)
- 富豪刑事 Fugō Keiji (Millionaire Detective) (1978)
- 大いなる助走 Oi Naru Josō (The Great Approachway) (1979)
- 虚人たち Kyojin Tachi (Virtual Men) (1981)
- 虚航船団 Kyokō Sendan (Fleet of Fantasy) (1984)
- イリヤ・ムウロメツ Iriya Murōmetsu (1985)
- 旅のラゴス Tabi no Ragosu (Lagos on a Journey) (1986)
- 歌と饒舌の戦記 Uta to Jōzetsu no Senki (War Chronicles of Song and Loquacity) (1987)
- 夢の木坂分岐点 Yumenokizaka Bungiten (Dreamtree Hill Junction) (1987)
- 驚愕の広野 Kyōgaku no Kōya (Prairie of Astonishment) (1988)
- フェミニズム殺人事件 Feminizumu Satsujin Jiken (The Feminism Murders) (1989)
- 残像に口紅を Zanzō ni Kuchibeni o (Lipstick on an After-Image) (1989)
- 文学部唯野教授 Bungakubu Tadano Kyōju (Prof. Tadano of the Literature Department) (1990)
- ロートレック荘事件 Rōtorekku-Sō Jiken (The Lautrec Villa Murders) (1990)
- 朝のガスパール Asa no Gasupaaru (Gaspard in the Morning) (1992)
- パプリカ Paprika (1993)
- 邪眼鳥 Jaganchō (1997)
- 敵 Teki (Enemy) (1998)
- わたしのグランパ Watashi no Guranpa (My Grandpa) (1999)
- 恐怖 Kyōfu (Fear) (2001)
- ヘル Hell (2003)
- 銀齢の果て Ginrei no Hate (End of the Silver Age) (2006)
- 巨船べラスレトラス Kyosen Berasu Letorasu (The Big Ship Bellas Letras) (2007)
- ダンシング・ヴァニティ Dancing Vanity (2008)

### Històries curtes (col·leccions)
- 東海道戦争 Tōkaidō Sensō (The Tōkaidō War) (1965)
- ベトナム観光公社 Betonamu Kankō Kōsha (Vietnam Tourist Board) (1967)
- アルファルファ作戦 Arufarufa Sakusen (The Alfalfa Strategy) (1968)
- 幻想の未来・アフリカの血 Gensō no Mirai/Afurika no Chi (Fantasy Future/African Blood) (1968)
- にぎやかな未来 Nigiyaka na Mirai (A Bright Future) (1968)
- アフリカの爆弾 Afurika no Bakudan (African Bomb) (1968)
- 筒井順慶 Tsutsui Junkei (1969)
- わが良き狼 Waga Yoki Okami (My Good Old Wolf) (1969)
- 心狸学・社怪学 Shinrigaku, Shakaigaku (Psychology, Sociology) (1969)
- ホンキイ・トンク Honky Tonk (1969)
- 母子像 Boshizō (Mother and Child Portrait) (1970)
- 馬は土曜に蒼ざめる Uma wa Doyō ni Aozameru (Horses Turn Pale on Saturdays) (1970)
- 日本列島七曲り Nihon Rettō Nanamagari (Eight Bends on the Japanese Archipelago) (1971)
- 将軍が目覚めた時 Shōgun ga Mezameta Toki (When the Shogun Awoke) (1972)
- 農協月へ行く Nōkyō Tsuki-e Iku (Co-op Goes To The Moon) (1973)
- おれに関する噂 Ore-ni Kansuru Uwasa (Rumours About Me) (1974)
- ウィークエンドシャフル Weekend Shuffle (1974)
- 笑うな Warau-na (Don’t Laugh) (1975)
- メタモルフォセス群島 Metamorufosesu Guntō (Metamorphosis Archipelago) (1976)
- バブリング創世記 Baburingu Sōseiki (Babbling Creation Chronicles) (1978)
- 宇宙衛星博覧会 Uchu Eisei Hakurankai (Space Satellite Expo) (1979)
- エロチック街道 Erochikku Kaidō (Erotic Avenue) (1981)
- 串刺し教授 Kushi Sashi Kyōju (Professor on a Skewer) (1985)
- くたばれＰＴＡ Kutabare PTA (Go To Hell, PTA) (1986)
- お助け Otasuke (The Helper) (1986)
- 原始人 Genshijin (Primitive Man) (1987)
- 薬菜飯店 Yakusai Hanten (Yakusai Chinese Restaurant) (1988)
- 夜のコント・冬のコント Yoru no Konto, Fuyu no Konto (Night Tales, Winter Tales) (1990)
- 最後の伝令 Saigo no Denrei (The Last Despatch) (1993)
- 鍵 Kagi (The Key) (1994)
- 座敷ぼっこ Zashiki Bokko (1994)
- 家族場面 Kazoku Bamen (Family Scenes) (1995)
- 魚藍観音記 Gyoran Kannon Ki (Records of the Gyoran Kannon) (2000)
- エンガッツィオ司令塔 Engattsio Shireitō (Engazzio Command Tower) (2000)
- 最後の喫煙者 Saigo no Kitsuensha The Last Smoker (2002)
- 睡魔のいる夏 Suima no Iru Natsu (Summer When the Sleep Fairy Comes) (2002)
- 傾いた世界 Katamuita Sekai (The World is Tilting) (2002)
- 懲戒の部屋 Chōkai no Heya (The Punishment Room) (2002)
- 日本以外全部沈没 Nihon Igai Zembu Chinbotsu (The End Of The World Except Japan) (2002)
- 怪物たちの夜 Kaibutsu Tachi no Yoru (Night of the Phantoms) (2002)
- 近所迷惑 Kinjo Meiwaku (Disturbing the Neighbours) (2002)
- わが愛の税務署 Waga Ai no Zeimusho (My Beloved Tax Office) (2003)
- カメロイド文部省 Kameroido Monbushō (The Cameroid Ministry of Education) (2003)
- ポルノ惑星のサルモネラ人間 Poruno Wakusei no Sarumonera Ningen (Hombres salmonela en el planeta Porno) (2005)